# 靴の寸法

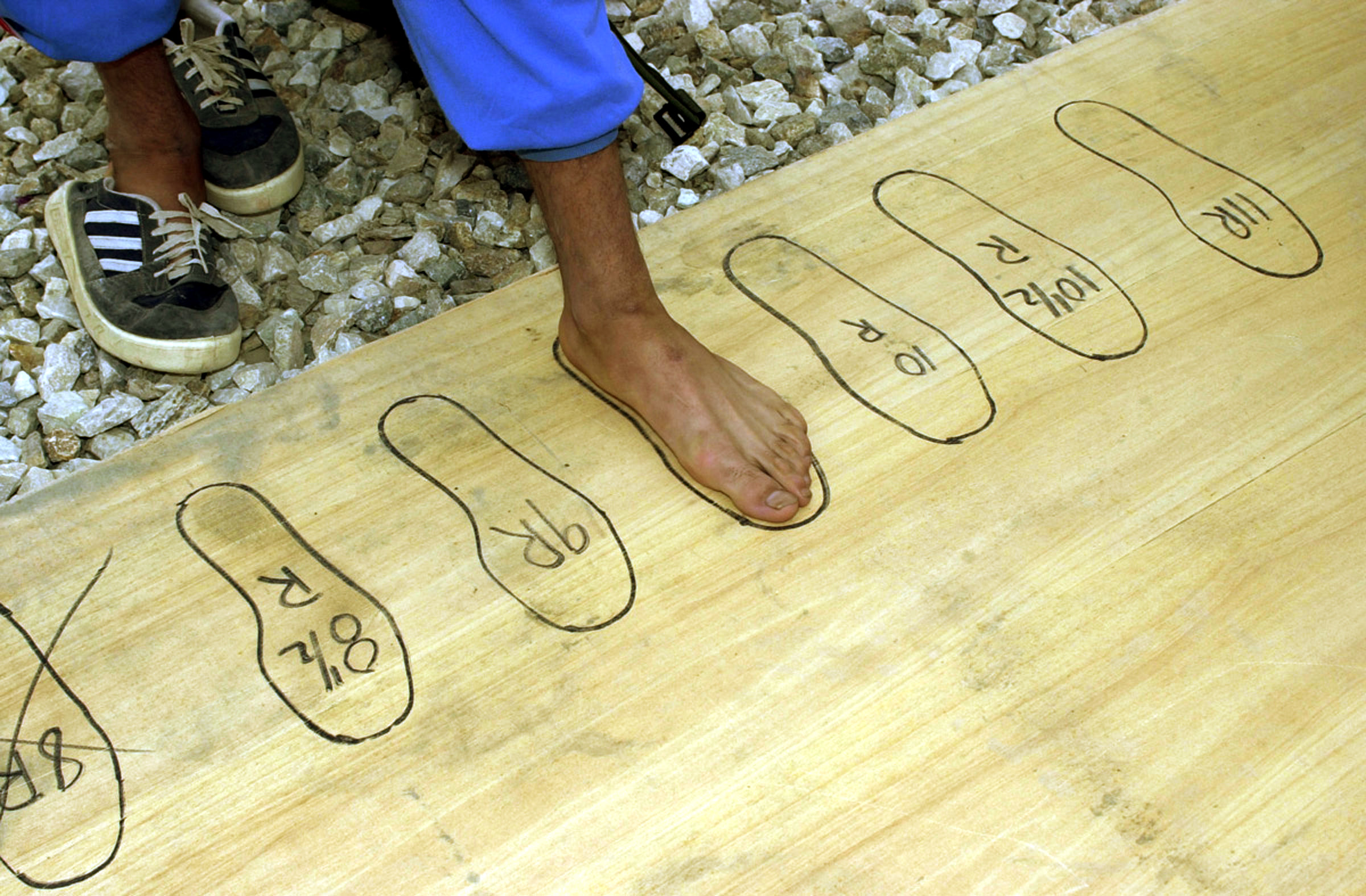
アフガニスタン国民陸軍の新兵が靴の寸法を測っているところ。

靴の寸法（くつのすんぽう）とは、その靴がどのような大きさの足に合うかを示すための数値またはアルファベットによる表示である。靴の寸法はしばしば長さだけを表示するが、それは経済的理由から多くの靴製造業者が標準的な幅の靴しか提供しないことが原因である。世界で使われる靴の寸法の表示にはいくつかの異なる方式があり、足のどこを測るか、どのような単位を使用するか、基本となるサイズをどこにおくか、という点で違いが生じる。足の幅まで考慮した方式は二、三種類しかない。地域によっては、靴の種類（紳士靴・婦人靴・子供靴・スポーツ靴・安全靴）によって異なる寸法体系を使用する。

## 靴の寸法の割り出し方

### 足と靴と靴型
足の長さは、通常足と垂直で、かかとの先端を通る直線とつま先の先端を通る直線の2本の平行線の間の距離によって定義される。足の長さは、はだしで立って、体重を両足に等しくかけた状態で計測する。
左右の足で大きさが少し異なることがよくある。この場合、両方の足を計測して、大量生産の靴を買うときには、大きいほうの足にあう寸法の靴を購入することが推奨される。現実の足の大きさと異なり、大部分の製造業者は左右で大きさの異なる靴を売っていないためである。
ある寸法の靴にあう足の大きさには少し幅があると考えられる。靴の内側のすき間は、典型的には足よりも 15 - 20mm 長くなければならないが、靴の種類によってこの値は異なる。
靴の寸法の方式によって、以下の3種類の長さのどれかが参照される。
- その靴が合う足の長さの中央値。靴を買う客にとって、この値は客の体の寸法と直接関係しているという利点がある。どのような種類・形・素材の靴についてもこの値は適用できる。新しい靴のモデルそれぞれについて、どの範囲の足が推奨されるかを注意ぶかく試験しなければならないためである。靴がある長さの足に合うことを保証するのは製造者にとって重荷になる。
- 靴の内側のすき間の大きさ。この値は、完成品に対して簡単に計測できるという利点がある。しかし、製造誤差によって異なり得るし、その靴のあう足の大きさについて、非常に大ざっぱな情報しか客に与えない。
- 靴型の長さ。靴型は、靴を製造するときに使う、足の形をした型である。靴を作るのに使う道具だけを対象にすればよいため、靴型を測るのは製造者にとっては最も簡単である。製造誤差や、実際にどんな大きさの足に合うかということは保証しない。正しい寸法の靴を選ぶすべての責任とリスクは客の側にある。その上、靴型の計測方法にはいくつかの異なるやり方があり、それによって寸法は異なってくる[1]。

この3つのどれを取るかにより、同じ靴でも数値はかなり異なってくる。

### 長さ
寸法の体系は、使用する単位によっても異なる。通常は1単位または0.5単位刻みでしか靴は製造されないため、使用する単位により、いくつ刻みで長さが変わるかにも違いが生じる。
靴の寸法を定義するために今日一般的に使われる長さの単位には以下のものがある。
- パリポイントは2⁄3センチメートル (6.6 mm または ~0.26 インチ)にあたり、1単位で2⁄3センチメートル (1/4 インチ) 、0.5単位で 1/3 センチメートル (1/8 インチ) に使われる。
- バーリーコーンは古いイギリスの単位で、1⁄3インチ (8.46 mm) に等しい。通常0.5単位が使われるため、1⁄6 インチ (4.23 mm) ごとに大きくなる。この方式は英国・米国の靴の寸法の基本になる。
- さらに、メートル法では、センチメートル (cm) またはミリメートル (mm) が使われる。通常 0.5 cm (5 mm または ~0.20 インチ)ごとに大きくなる。この刻み幅はパリポイントと英国式の中間にあたる。国際モンドポイント方式やアジア方式で使われる。

測定単位の違いにより、ある方式から別の方式に換算しようとすると、丸め誤差が生じたり、通常では存在しないサイズ (10+2⁄3 など) になったりする。

### 原点
靴の寸法の体系は、0(または 1)をどこに置くかについても異なってくる。
- 足の長さが0の位置を0にした場合、靴の寸法と足の長さは比例する。子供靴・紳士靴・婦人靴、および異なる種類の靴の寸法は直接比較できる。この方式はモンドポイントやアジア方式が採用している。
- しかし、靴の内側の長さが0になる点をサイズ0とする方式もある。この方式では、靴の寸法は靴の内側の長さと比例する。この方式は靴の長さを表示する方式で用いられる。この方式でも子供靴・紳士靴・婦人靴の寸法は直接比較できるが、種類の異なる靴については必ずしもなりたたない。ヨーロッパ大陸部で用いられる。
- さらに、サイズ0(または 1)を特定の長さの靴(典型的には、実用的な最小のサイズの靴)に置くこともできる。この場合、子供用・若者用・紳士用・婦人用で原点が異なる可能性があり、サイズの比較は不可能になる。たとえば、米国式では婦人靴の8は紳士靴の8とは大きさが異なる(英国式では同じ)。

### 幅
靴の幅を寸法に含める体系もあるが、幅を表示する方法にはいくつかの異なるやり方がある。
- 幅をミリメートル(mm)で表示する。モンドポイント方式ではこの方法を使用する。
- 幅を文字 (または文字の組み合わせ) で表示する。文字は(長さと幅からの)換算表を使うか、またはアドホックな方式で割りあてる。例えば(狭い方から):
  - A, B, C, D, E, EE, EEE, EEEE, F, G (北米で典型的な方式。Dが標準)
  - 4A, 3A, 2A, A, B, C, D, E, 2E, 3E, 4E, 5E, 6E (北米の変種)
  - C, D, E, F, G, H (英国で通常使用する。通常はFが標準だが、製造業者によって異なる。たとえばエドワード・グリーンやクロケット&ジョーンズではEが標準)
  - N (narrow), M (medium) または R (regular), W (wide)

これらの文字をどの幅に対応させるかは、製造者によってかなり異なる。米国・カナダの大部分と英国の一部で使われるA-E方式の表示は、典型的には足の幅に合わせ、通常は 3/16 インチごとに文字が変わる。

## 一般的な靴の寸法の方式

### モンドポイント

国際標準 ISO 9407:1991, "Shoe sizes—Mondopoint system of sizing and marking" (靴のサイズ - 寸法決定及びマーク表示に関するモンドポイントシステム) では、靴の寸法として「モンドポイント (Mondopoint)」を推奨している。
この方式は足長と足幅をミリメートル単位で計測及び表記する。「280/110」という寸法は、足の中央値の長さが280mmで、幅が110mmであることを示す。
モンドポイントでは足の幅も勘定に入れているため、他の多くの方式よりも正確である。このため、NATOなどの軍事組織に用いられている。モンドポイントはスキーブーツにも使われている。
衣服にも用いられる欧州標準の EN 13402 では、靴についてはモンドポイントにかわって、その靴にあう足の長さの範囲をセンチメートルで記すことを推奨している。

### イギリスとアイルランド
イギリスおよびアイルランドで使われる靴の寸法は、靴型の長さを元にしている。バーリーコーン (1/3 インチ) を使用し、現実的な最小の靴サイズを0とする。標準規格は存在しない。
子供靴では、サイズ0は1ハンド (4 インチ、12 バーリーコーン、10.16 cm) に等しい。最大は13+1⁄2 (8+1⁄2インチ、25.5 バーリーコーン、21.59 cm)である。したがって、イギリス方式の靴の寸法の計算式は以下の通り:
子供靴の寸法 = 3 × 靴型の長さ(インチ) - 12
大人用の靴の寸法の1は、子供靴の最大のサイズよりひとつ大きいサイズ (8+2⁄3インチ、26 バーリーコーン、22.01 cm) にあたる。そこからバーリーコーン単位で大きくなっていく。したがって、イギリス方式の大人用の靴の寸法の計算式は以下の通り:
大人靴の寸法 = 3 × 靴型の長さ(インチ) - 25

### 米国とカナダ
北米では、いくつかの異なる方式が共存している。寸法の指定方法は通常似たりよったりではあるが、完全に同じではない。特に陸上競技用の靴と特殊なサイズの靴については違いが大きい。

#### 慣用の方式
伝統的な方式はイギリス方式に近いが、原点が0ではなく1からはじまるため、イギリスと同じサイズの靴の寸法は1だけ大きくなる。建物の階数を数えるのに、イギリスの1階がアメリカの2階にあたるのに似ている。
したがって、米国とカナダの紳士靴の寸法の計算式は以下のようになる:
紳士靴の寸法 = 3 × 靴型の長さ(インチ) - 24
婦人靴の寸法はほとんどの場合「common」方式を使う。この方式では、婦人靴の寸法は同じサイズの紳士靴の寸法に 1.5 を足す (例えば、紳士靴の 10.5 と同じ大きさの婦人靴は 12 になる)。言いかえると:
婦人靴の寸法(common) = 3 × 靴型の長さ(インチ) - 22.5
あまり使われない「standard」または「FIA (Footwear Industries of America)」という方式では、婦人靴の寸法は同じサイズの紳士靴の寸法に 1 を足す (したがって紳士靴の 10.5 と同じ大きさの婦人靴は 11.5 になる)。
婦人靴の寸法(FIA) = 3 × 靴型の長さ(インチ) - 23

#### 子供靴
子供靴の寸法は、同じサイズの紳士靴の寸法に 12.33 を足したものになる。したがって、紳士靴と婦人靴では寸法が違うにもかかわらず、女子と男子で靴の寸法に違いはない。
子供靴の寸法 = 3 × 靴型の長さ(インチ) - 11.67
米国とカナダでは、子供靴の寸法は13で終わりになり、それより大きい靴は大人用の寸法を使って1から新たにはじまる。
| 靴の寸法 (米国式) | インチ | cm   |
| ----------------- | ------ | ---- |
| 5                 | 413⁄16 | 12   |
| 6                 | 51⁄8   | 13   |
| 7                 | 51⁄2   | 14   |
| 8                 | 513⁄16 | 15   |
| 9                 | 61⁄8   | 15.5 |
| 10                | 61⁄2   | 16.5 |
| 11                | 613⁄16 | 17.5 |
| 12                | 71⁄8   | 18   |
| 13                | 71⁄2   | 19.1 |
| 1                 | 713⁄16 | 20   |
| 2                 | 81⁄8   | 20.6 |
| 3                 | 81⁄2   | 21.5 |
| 4                 | 813⁄16 | 22.4 |
| 5                 | 91⁄8   | 23   |
| 6                 | 91⁄2   | 24   |
| 7                 | 913⁄16 | 25   |

#### ブランノックデバイス

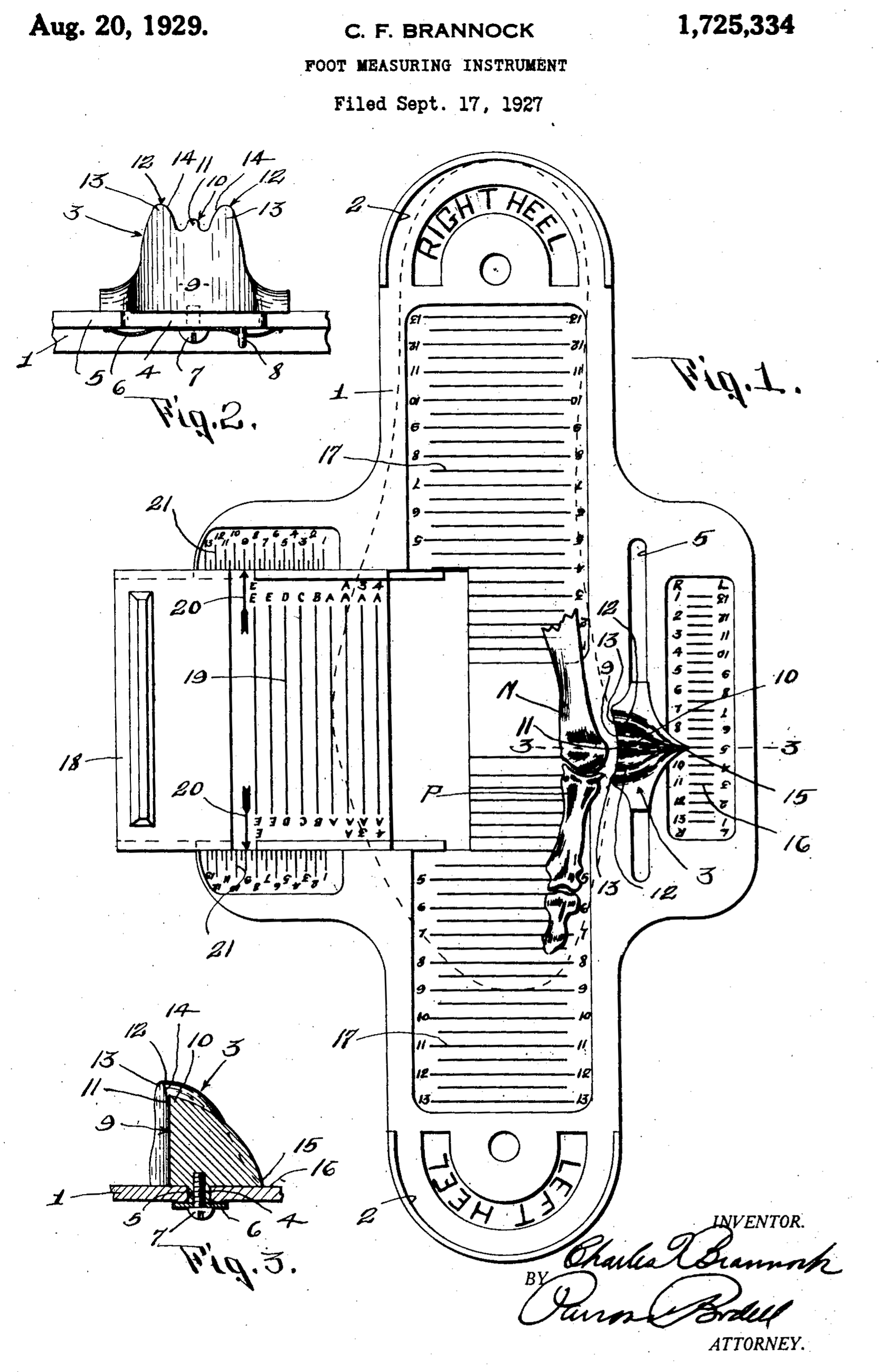
ブランノックデバイスの図(米国特許 1,724,244号より)

チャールズ・F・ブランノックによって1925年に発明され、現在多くの販売店に置かれている採寸装置であるブランノックデバイスに基づいた少し異なる寸法が存在する。ブランノックデバイスの計算式は、足の長さが靴型よりも2⁄3インチ (1.7cm) 短いと仮定して立てられている。したがって、紳士靴のサイズ 1 は、足の長さにして7+2⁄3インチに等しい。婦人靴ではサイズが1だけ大きくなる。
紳士靴の寸法(ブランノック) = 3 × インチ単位の足の長さ - 22
婦人靴の寸法(ブランノック) = 3 × インチ単位の足の長さ - 21
この方式では、かかとから足のもっとも広い部分までの距離を測る。その目的のために、足の側面にもうひとつの短い目盛りが置かれている。この目盛りがより大きい寸法を示す場合、足の長さではなくこちらの数値を採用する。
子供靴については、成長に対応できるように、動かせる余地が追加される。
この装置はさらに足の幅も測定し、AAA、AA、A、B、C、D、E、EE、EEE のどれかを割りあてる。幅は 3/16 インチ刻みで、靴の長さによって異なる。

#### 足スキャナ
販売店によっては、両方の足の長さと幅を正確に計測できる光学的装置を置いてあり、それにあわせて適切な靴のモデルと寸法を推奨している。

### ヨーロッパ
ヨーロッパ大陸方式はフランス、ドイツ、イタリア、スペインなどヨーロッパ大陸諸国の大部分、およびブラジル(方式は同じだが2を引く)で使われる。香港でもよく使われる。
この方式では、靴の寸法は靴型の長さをパリポイントで表したもので、紳士用でも婦人用でも、大人用でも子供用でも同じ数値になる。パリポイントは2⁄3センチであるため、下の数式で求められる。
靴の寸法(パリポイント) = 3⁄2 × 靴型の長さ(cm)
実際の足の長さをもとに寸法を計算するには、まず足の長さに 1.5 から 2cm を加える。たとえば、靴の内側が足より 1.5cm 長い場合は、
靴の寸法(パリポイント) = 3⁄2 × [足の長さ(cm) + 1.5]

### アジア

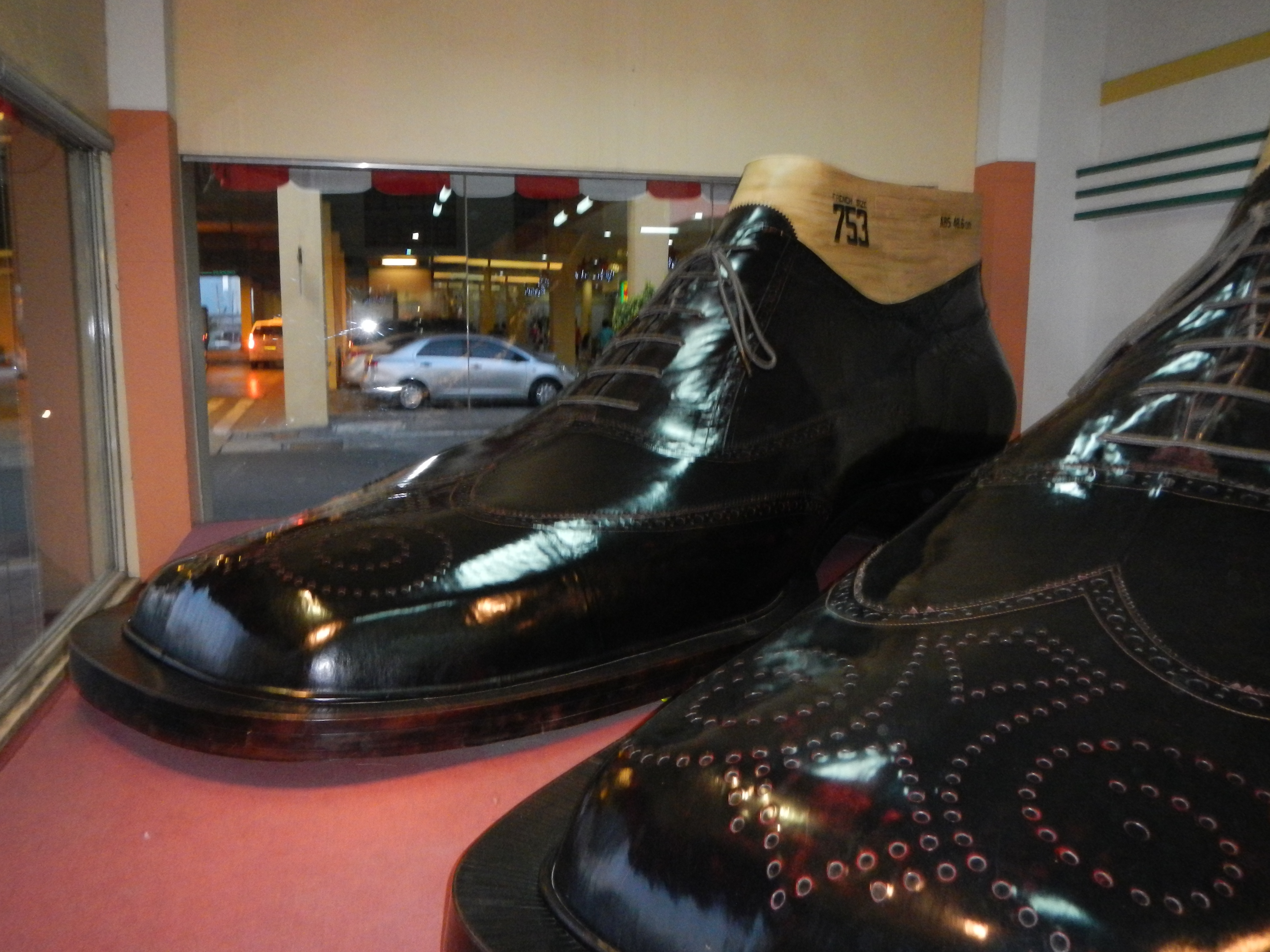
フィリピンのリバーバンクセンターにある世界最大の靴。長さ 5.29 メートル、幅 2.37 メートル。フランス方式では 753

アジア方式はメートル法に従っており、日本では JIS S 5037:1998、中国では GB/T3293、台湾では CNS 4800、韓国では KS M 6681 で標準化されている。足の長さと周長を考慮する。
足の長さはセンチメートル単位（韓国はミリメートル単位）で5mmごとに表示される。同じ方式がかつての東ドイツでも使われていた。
長さの後に足の周囲の長さを示す文字 (A、B、C、D、E、EE、EEE、EEEE、F、G) がつくが、この文字は紳士靴・婦人靴・子供靴(12歳未満) について異なる表を使って算出される。この表は足の幅も補助的な指標として含む。すべての性・すべての国で同じ指標が使われるわけではない。たとえば、女性の最大の周長は中国では EEEE だが、日本では F である。
「文」を使った日本の古い方式については文 (通貨単位)#長さの単位を参照。

## 靴の寸法の換算表
下の表は、上記の標準と情報をもとに計算した理論値であることに注意。下記の表と、製造者による表やWeb上に載っている表との間に食いちがいがある場合は、以下のことに起因する。
- 方式が完全に標準化されていない。異なる計測方法を用いていたり、異なる製造過程を経ていたり、国ごとに許容範囲が異なっていたりする[1]ことが原因で、製造者ごとに異なる場合がある。ドイツの寸法とフランスの寸法は、どちらもおなじヨーロッパ大陸方式を使っているにもかかわらず異なり得る。
- 足の幅が異なる場合。幅の広い足には、実際よりもかなり大きな (実際には長すぎる) 寸法の靴を必要とすることがある。また、特に方式や国によって標準となる足の幅が異なるために寸法が異なってくることがある。
- 子供用の表は、将来成長することを計算に入れているものがある。この場合、対応する実際の足の長さにくらべて靴の寸法が大きくなる[6]。
- センチメートルまたはインチによる表示が足の長さである場合と靴の内側の長さである場合がある。この両者の関係は一定ではなく、靴の種類によって必要な余裕の分量が変わってくる。
- 米国にはいくつかの異なる方式があり、通常よりずっと大きなまたは小さなサイズについては違いが大きい。

さらに、Web上に見られる表のいくつかには誤りが見られる。たとえば、靴の余裕や原点の違いが考慮に入れられていなかったり、米国の異なる体系 (伝統的方式と競技用の方式) は互換性がないにもかかわらず、両者を混同していたりする。

### 子供用
例: 長さ 185mm の子供の足には、内側がそれより約 15mm 長い 200ミリメートル (7.9 in) の靴が必要になる。EU の靴の寸法では 29、英国式では 11 になる。